# Félix Amiot
Pour les articles homonymes, voir Amiot.
Félix Amiot né le 17 octobre 1894 à Cherbourg, et mort le 21 décembre 1974 à Suresnes est un industriel français, constructeur d'avions, dont certains modèles servirent dans l'armée de l'air française durant la Seconde Guerre mondiale, de bateaux de pêche, de plaisance et de guerre, à Cherbourg, dont les vedettes rapides de type Combattante.

## Historique
Né dans une famille de petits commerçants, son père était épicier, Félix Amiot passe son enfance à Cherbourg, où il suit les cours du lycée municipal et contracte vraisemblablement une passion précoce pour la mécanique en général et l'aviation en particulier. En 1908, sa famille quitte Cherbourg pour s'installer à Issy-les-Moulineaux en proche banlieue parisienne, là où les pionniers de l'aviation - Blériot, Voisin, les frères Farman - installent leurs hangars et procèdent aux essais de leurs machines, sur un champ de manœuvres dévolu aux entraînements des régiments de cavalerie. C'est sans doute cette proximité qui incite Félix Amiot à franchir le pas. En 1912, dans un garage situé près du terrain d'entraînement d'Issy-les-Moulineaux, Félix Amiot construit son premier avion, un monoplan biplace désigné sous l'appellation d'Amiot 01. Malgré l'existence éphémère de cet appareil (accidenté en 1913), Félix Amiot persévère. 
En septembre 1913, il dépose un premier brevet portant sur un « système de distribution pour moteurs à explosions fixes ou rotatifs à deux ou quatre temps ». 
En septembre 1914, Félix Amiot s'engage pour aller au front. Il y reste jusqu'en octobre 1915, date à laquelle il est rappelé à l'arrière à la demande de la société Morane-Saulnier. C'est là qu'il développe un procédé d'assemblage de pièces métalliques par emboutissage révolutionnaire, qui intéresse l'industrie aéronautique au premier chef et qui attire sur lui l'attention de Louis Loucheur, chargé des questions de l'industrie de défense au sein du gouvernement. Loucheur propose à Amiot de prendre la direction d'une usine de construction aéronautique. Avec l'aide financière de Pierre Wertheimer, notamment propriétaire des parfums Chanel et Bourjois, Amiot fonde sa première entreprise, la Société d'emboutissage et de constructions mécaniques (SECM). Avenue des Ternes, à Paris, où elle est installée, la SECM fabrique et répare des Morane-Saulnier, des Breguet ou des Sopwith. 
En 1937, la SECM est partiellement nationalisée : le site de Colombes est conservé, celui de Caudebec-en-Caux passe sous le contrôle de l’État et devient un site de la SNCAN. Pour compenser la perte, Félix Amiot installe en 1938 une nouvelle usine à Cherbourg. 
« De Colombes à Cherbourg, où Amiot dirige les Chantiers aéronautiques de Normandie (CAN), Amiot a des équipes de fer ». Il fait merveille. Ses bombardiers, ses nouveaux modèles, l'370, l'350 et l'340, sont reconnus et admirés : 
- l’Amiot 370 piloté par le Commandant Maurice Rossi bat entre septembre 1937 et août 1939 une série de 11 records de vitesse sur 1 000, 2 000 et 5 000 m et  avec charge de 500, 1 000 et 2 000 kilos.
- en août 1938, le prototype Amiot 340 est choisi par le général Vuillemin, chef d’état-major de l’armée de l'Air, pour une visite diplomatique à Berlin.
- l’Amiot 350 et ses dérivés sont commandés à plus de 1 800 exemplaires par l’armée de l’Air à partir de 1938. La SECM reçoit de nombreuses sollicitations pour acquérir la licence de fabrication de l’avion ou le commander.

Cependant, la collaboration de la SECM et de l’armée se passe mal. Amiot fait quelques erreurs, mais le ministère est aussi responsable de nombreux atermoiements, changement de politique, délais de règlements, diminution brutale de crédits, etc. Aussi, la construction en série posant problème en France, Pierre Wertheimer part en janvier 1939 aux États-Unis avec des plans, pour envisager une usine de montage à La Nouvelle-Orléans. 

### La Seconde Guerre mondiale
En juin 1940, les frères Wertheimer quittent très vite la France vers le Brésil puis s’installent à New York, chargeant Amiot de veiller sur leurs biens et lui cèdent l’ensemble des actions de la SECM ainsi que leur participation majoritaire dans les Parfums Chanel et Bourjois.
Le 3 juin 1940, au Bourget, les ateliers et les usines sont bombardés sévèrement. Deux jours plus tard, c’est le tour de Cherbourg. Le 10 juin, Amiot évacue son personnel (3 000 personnes) vers le Sud de la France. Il obtient 3 millions de francs du gouvernement réfugié à Bordeaux en contrepartie de ses commandes d’avant-guerre. Le 13 juin 1940, sur ordre de l’Armée et en infraction avec le statut de « ville ouverte », l’usine de Colombes est incendiée. En réponse, les Allemands l’occupent, la pillent abondamment et la transfèrent à la firme Junkers. 
Après l'Armistice, il doit rapatrier son personnel à Paris. « Mais j’ai réussi à soustraire le bureau d’études et le maintenir en zone libre », écrit Amiot. Il l’installe précisément à Vichy pour tenter de continuer à récupérer des paiements en retard et se faire financer. Amiot reconstitue une usine à Marseille et soustrait ainsi de nombreux ouvriers au STO. Cette action sera reconnue quand on jugera de son attitude pendant la guerre.
Au printemps 1942, des employés d’Amiot cherchent à recréer leur activité. Ils se tournent vers Pierre Wertheimer, devenu administrateur du constructeur aéronautique Bell aux États-Unis. La jonction s’avère impossible et ils tentent de constituer une escadrille aux couleurs de la France libre en Afrique du Nord. Amiot finance de sa poche un réseau qui réussira à faire passer une dizaine de personnes en Afrique du Nord et aussi à faire parvenir des renseignements aux Anglais. Malheureusement, le réseau est démantelé en mai 1943 avec l’arrestation par la Gestapo du responsable, Yves Maurice, à Perpignan.
Cependant, Amiot a fort à faire pour préserver les intérêts des Wertheimer : il rachète leurs entreprises de parfumerie (ils se disputeront après la guerre au moment de régler les comptes de Bourjois et Chanel), il fait des faux pour prouver que ces entreprises sont purement aryennes, et il prouve sa bonne volonté en s’associant à l'Usine Junkers Flugzeug-und-Motorenwerke pour construire 370 avions de transport Junkers Ju 52 (commande de 1,2 milliard de francs). Après la Libération, le site construira ces appareils sous la dénomination Amiot AAC.1 Toucan. Amiot aura tout de même quelques ennuis sans lendemain de la part de la Gestapo, en septembre 1942. Mais il peut reprendre la gestion des usines des frères Wertheimer, malgré les tentatives de Coco Chanel pour prendre le contrôle des parfums portant son nom grâce à ses relations avec l’Occupant. Il reçoit, dès la libération de Paris, le général Bradley chez lui, au château de la Boissière-Beauchamps à Lévis-Saint-Nom. Il envoie un télégramme triomphant à ses amis Wertheimer qui reviennent encore plus riches qu’avant la guerre.
Après la guerre, les frères Wertheimer entament des procédures contre Amiot pour récupérer le maximum. Mais celui-ci sort de la guerre en bonne situation financière. Il est cependant arrêté le 6 septembre 1944 avec la direction de la SECM sur des accusations de collaboration et de conduite antisociale, puis rapidement relâché, la procédure s’achèvera par un non-lieu prononcé en 1947. En novembre 1944, la SECM est réquisitionnée, une réquisition qui se transforme en nationalisation en 1946 par une vente à l’amiable à l’État, mettant fin à son activité dans l’aéronautique.

### L'après-guerre
Il se consacre à reconstruire son usine de Cherbourg, qui deviennent les Constructions mécaniques de Normandie (CMN) et se reconvertit dans la construction navale. 
En 1948, les CMN mettent à l’eau leur premier navire : le chalutier L’Annie destiné à l’armement des Chalutiers cherbourgeois, repris par Félix Amiot en 1946. Il construit là différents types de bâtiments militaires légers, dragueurs puis chasseurs de mines, patrouilleurs... 
Il s'intéresse aussi au marché de la plaisance , alors en plein croissance et produira la série des Maïca, superbes voiliers de course-croisière en bois moulé, sur plan des architectes navals anglais John Illingworth et Angus Primrose, qui s'illustreront dans la célèbre course du Fastnet. Une division des CMN, Amiot Marine, produit des pièces d'accastillage en aluminium inoxydable anodisé (l'AG4MC) pour les voiliers de toutes tailles, elle sera  ensuite reprise par la société Goïot.
Il a aussi pour clients les principaux skippers du moment, comme Olivier de Kersauson, par exemple. Habile homme d'affaires, il conçoit, grâce à une bonne analyse du marché, les Combattantes, vedettes militaires que l'entreprise exporte dans le monde entier. Parmi celles-ci, quelques-unes deviennent célèbres à Noël 1969 sous le nom de vedettes de Cherbourg, en étant prises par Israël, qui les avaient commandées, contre l’ordre d’embargo du général de Gaulle. Amiot a alors 75 ans.
Il est également un ingénieur-inventeur qui dépose plus d’une centaine de brevets dont les plus marquants sont ceux liés à l’emboutissage, à l’aménagement des navires, au système révolutionnaire de conteneur réfrigéré au début des années 1950 et le chalutage par l’arrière dont il est le premier à déposer un brevet en France.
À sa mort le 21 décembre 1974, Félix Amiot laisse une société mondialement reconnue employant plus de 1 400 personnes et disposant d’un carnet de commandes plein pour les quatre années suivantes. Il est inhumé à Lévis-Saint-Nom, dans les Yvelines, commune où il possédait le château de la Boissière-Beauchamps.